# 日本の国有鉄道に編入された鉄道の一覧
日本の国有鉄道に編入された鉄道の一覧（にっぽんのこくゆうてつどうにへんにゅうされたてつどうのいちらん）では、買収等により、日本の国有鉄道（鉄道作業局、鉄道院、鉄道省等）に編入された、鉄道事業者と路線を編入順に一覧する。

## 一覧
- 鉄道国有法以前
  - 大阪造幣寮馬車鉄道（1875年4月1日移管）
  - 釧路鉄道（1897年10月1日買収と同時に廃止） → 釧網本線の一部
  - 北海道官設鉄道（1905年4月1日移管） → 函館本線の一部・富良野線・根室本線の一部・宗谷本線の一部

- 鉄道国有法による買収
  - 北海道炭礦鉄道（1906年10月1日買収）
  - 甲武鉄道（1906年10月1日買収） → 中央本線の一部
  - 日本鉄道（1906年11月1日買収）
  - 岩越鉄道（1906年11月1日買収） → 磐越西線の一部
  - 山陽鉄道（1906年12月1日買収）
  - 西成鉄道（1906年12月1日買収） → 西成線（大阪環状線の一部・桜島線）
  - 北海道鉄道 (初代)（1907年7月1日買収） → 函館本線の一部
    - 1918年に設立された北海道鉱業鉄道も北海道鉄道に改称されたのち国有化されている。

  - 九州鉄道（1907年7月1日買収）
  - 北越鉄道（1907年8月1日買収） → 信越本線の一部
  - 京都鉄道（1907年8月1日買収） → 山陰本線の一部
  - 阪鶴鉄道（1907年8月1日買収） → 福知山線の一部
  - 総武鉄道 (初代)（1907年9月1日買収） → 総武本線の一部
    - 現在の東武野田線を運行していた会社とは別会社である。

  - 房総鉄道（1907年9月1日買収） → 房総東線（外房線）・東金線
  - 七尾鉄道（1907年9月1日買収） → 七尾線の一部
  - 徳島鉄道（1907年9月1日買収） → 徳島線の一部
  - 関西鉄道（1907年10月1日買収）
  - 参宮鉄道（1907年10月1日買収） → 参宮線・紀勢本線の一部

※ 規模の大きい5私鉄については、路線名を省略した。各項目を参照されたい。
- 鉄道国有法以後の買収など（1941年改正公布陸運統制令によるものを除く）
  - 阿波国共同汽船（1917年9月1日買収。1913年9月20日の開業時から借上） → 小松島軽便線（牟岐線の一部・小松島線）
  - 宮崎県営鉄道 妻線（1917年9月21日買収） → 妻軽便線（妻線の一部）
  - 横浜鉄道（1917年10月1日買収） → 横浜線
  - 足尾鉄道（1918年6月1日買収。1913年10月13日から借上） → 足尾線
  - 有馬鉄道（1919年3月31日買収。1915年4月16日の開業時から借上） → 有馬軽便線（有馬線）
  - *仙北軽便鉄道（1919年4月1日買収） → 仙北軽便線（石巻線の一部）
  - 美祢軽便鉄道（1920年6月1日買収） → 美祢軽便線（美祢線の一部）
  - *大日本軌道小田原支社（1920年7月1日買収。ただし、省線に編入せず、公有民営で運営）
  - 成田鉄道（1920年9月1日買収） → 成田線の一部
    - 現在の千葉交通の前身の一つである成田電気軌道とは別会社。

  - 中越鉄道（1920年9月1日買収） → 中越線・氷見軽便線（氷見線の一部・新湊線・城端線）
  - *魚沼鉄道（1922年6月15日買収） → 魚沼軽便線（魚沼線）
  - 大湯鉄道（1922年12月1日買収） → 大湯線（久大本線の一部）
  - *千葉県営鉄道 久留里線（1923年9月1日無償譲受） → 久留里線の一部
  - 長州鉄道（1925年6月1日買収・一部） → 小串線（山陰本線）
  - *東濃鉄道（1926年9月25日買収・一部） → 太多線の一部
    - 笠原線、駄知線を運行していた会社とは別会社。

  - 陸奥鉄道（1927年6月1日買収） → 五所川原線（五能線の一部）
  - *苫小牧軽便鉄道（1927年6月1日買収） → 日高線（日高本線の一部）
  - *日高拓殖鉄道（1927年6月1日買収） → 日高線（日高本線の一部）
  - 越後鉄道（1927年10月1日買収） → 越後線・弥彦線
  - 水戸鉄道（1927年12月1日買収） → 水郡線の一部
    - 水戸線を運行していた「水戸鉄道」は1892年に日本鉄道に全事業を譲渡している。

  - 芸備鉄道（1933年6月1日買収・備後十日市以北） → 庄原線（芸備線の一部）
  - 阿波鉄道（1933年7月1日買収） → 阿波線（高徳線の一部・鳴門線・鍛冶屋原線）
  - *宇和島鉄道（1933年8月1日買収） → 宇和島線（予土線の一部）
  - *愛媛鉄道（1933年8月1日買収） → 愛媛線（予讃線の一部・内子線の一部）
  - *両備鉄道（1933年9月1日買収・一部） → 福塩線の一部
  - 秋田鉄道（1934年6月1日買収） → 花輪線の一部
  - 新宮鉄道（1934年7月1日買収） → 紀勢中線（紀勢本線の一部）
  - 簸上鉄道（1934年8月1日買収） → 木次線の一部
  - 佐久鉄道（1934年9月1日買収） → 小海線の一部
  - *大隅鉄道（1935年6月1日買収） → 古江線（大隅線の一部）
  - *宮崎県営鉄道 飫肥線（1935年7月1日買収） → 油津線
  - 阿南鉄道（1936年7月1日買収） → 牟岐線の一部
  - *岩手軽便鉄道（1936年8月1日買収） → 釜石線の一部
  - 広浜鉄道（1936年9月1日買収） → 可部線の一部
  - *佐世保鉄道（1936年10月1日買収） → 松浦線・世知原線・臼ノ浦線・柚木線
  - 信濃鉄道（1937年7月1日買収） → 大糸南線（大糸線の一部）
  - 芸備鉄道（1937年7月1日買収・備後十日市以南） → 芸備線の一部
  - 横荘鉄道 西線（1937年9月1日買収） → 矢島線の一部
  - 北九州鉄道（1937年10月1日買収） → 筑肥線
  - 白棚鉄道（1938年10月1日買収。1938年10月1日から借上） → 白棚線
  - 富士身延鉄道（1941年5月1日買収。1938年10月1日から借上） → 身延線
  - 新潟臨港開発（1941年9月1日買収） → 信越本線貨物支線
  - 留萠鉄道 臨港線（1941年10月1日買収） → 留萠駅構内
  - 樺太庁鉄道（1943年4月1日編入） → 樺太東線・樺太西線・川上線・豊真線
  - 恵須取鉄道（1944年9月21日買収・未成線で国有化後も開業せず）

※ 特殊狭軌線（軌間762mm）には「*」を付した。
- 1941年改正公布陸運統制令による戦時買収
  - 宇部鉄道（1943年4月1日買収） → 宇部東線・宇部西線（宇部線・小野田線）
  - 小野田鉄道（1943年4月1日買収） → 小野田線の一部
  - 小倉鉄道（1943年4月1日買収） → 日田線（日田彦山線の一部・添田線）
  - 富山地方鉄道 富岩線（1943年6月1日買収） → 富山港線
  - 播丹鉄道（1943年6月1日買収） → 加古川線・高砂線・三木線・北条線・鍛冶屋線
  - 鶴見臨港鉄道（1943年7月1日買収） → 鶴見線
  - 産業セメント鉄道（1943年7月1日買収） → 糸田線・後藤寺線の一部
  - 北海道鉄道（1943年8月1日買収） → 千歳線・富内線
  - 豊川鉄道（1943年8月1日買収） → 飯田線の一部
  - 鳳来寺鉄道（1943年8月1日買収） → 飯田線の一部
  - 三信鉄道（1943年8月1日買収） → 飯田線の一部
  - 伊那電気鉄道（1943年8月1日買収） → 飯田線の一部
  - 青梅電気鉄道（1944年4月1日買収） → 青梅線の一部
  - 南武鉄道（1944年4月1日買収） → 南武線・五日市線
  - 宮城電気鉄道（1944年5月1日買収） → 仙石線
  - 南海鉄道 山手線（1944年5月1日買収） → 阪和線
  - 西日本鉄道 糟屋線・宇美線（1944年5月1日買収） → 香椎線・勝田線
  - 相模鉄道 相模線（1944年6月1日買収） → 相模線
  - 飯山鉄道（1944年6月1日買収） → 飯山線の一部
  - 中国鉄道（1944年6月1日買収） → 津山線・吉備線
  - 胆振縦貫鉄道（1944年7月1日買収） → 胆振線の一部
  - 奥多摩電気鉄道（1944年7月1日買収・未成線を開業） → 青梅線の一部

- 【参考】新線建設のために施設が買収された鉄道（路線としては廃止）
  - 渡島海岸鉄道（1945年1月25日廃止） → 函館本線（砂原支線）
  - 宮崎交通（1962年7月1日廃止） → 日南線
  - 電源開発（株）専用鉄道（1963年8月20日、会津線（現：只見線）の一部として開業）
  - 江若鉄道（1969年11月1日廃止） → 湖西線
  - 井笠鉄道（1971年3月31日廃止） → 井原鉄道井原線
  - 名古屋鉄道 挙母線（1973年3月4日廃止） → 岡多線
  - 土佐電気鉄道 安芸線（1974年4月1日廃止） → 阿佐線（ごめん・なはり線）